# La Mer (Debussy)
Pour les articles homonymes, voir La Mer et esquisse (homonymie).
La Mer, trois esquisses symphoniques pour orchestre, CD 111, est une œuvre symphonique du compositeur français Claude Debussy créée le 15 octobre 1905 à Paris par l'orchestre Lamoureux sous la direction de Camille Chevillard.

## Historique
Entreprise en 1903 dans une petite ville du nord de la Bourgogne (Villeneuve-la-Guyard), la composition de La Mer est achevée en 1905 pendant le séjour de Debussy sur la côte de la Manche à Eastbourne. L'œuvre est dédiée à Jacques Durand et créée le 15 octobre 1905 à Paris par l'orchestre Lamoureux sous la direction de Camille Chevillard. 
La pièce n'est pas très bien reçue mais est devenue au fil du temps une des compositions orchestrales de Debussy les plus jouées. On y retrouve trois aspects clés de l'esthétique de Debussy : l'impressionnisme, le symbolisme et le japonisme. 
À son propos, le pianiste Sviatoslav Richter, qui considérait Debussy comme un de ses trois compositeurs favoris, avec Chopin et Wagner, disait : « Dans la musique de Debussy, il n'y a pas d'émotions personnelles. Il agit sur vous encore plus fortement que la nature. En regardant la mer, vous n'aurez pas de sensations aussi fortes qu'en écoutant La Mer. [...] Debussy, c'est la perfection même. ».
La couverture de l'édition originale de la partition de 1905 reproduit La Grande Vague de Hokusai.

## Structure
Une exécution « standard » demande environ 25 minutes. La Mer s'articule autour de trois mouvements :
1. De l'aube à midi sur la mer
Très lent - si mineur - environ 9 min
Claude Debussy explore ici les changements subtils d’atmosphères et de luminosité de la mer qu’accompagne le progrès du matin sur l'eau. La première partie est un  crescendo montrant la montée du jour. Il est soutenu d’un mouvement cyclique des cordes et des flûtes symbolisant le flux et le reflux des vagues. Il est suivi d’un chant de 16 violoncelles nous montrant une mer plus calme interrompu par une flûte dessinant le vol d’un oiseau. Le premier mouvement se termine par une lame de fond de cymbales qui rappellent le fracas des vagues.
2. Jeux de vagues
Allegro - do dièse mineur - environ 6 min 30
Dans ce 2e mouvement, en utilisant une suite de séquences, Debussy suggère le  balancement des vagues, les changements inattendus de courant, l'irisé de la lumière du soleil sur la surface de l'eau et les profondeurs mystérieuses.
3. Dialogue du vent et de la mer
Animé et tumultueux - do dièse mineur - environ 8 min
Par des tons sombres et menaçants, il donne la sensation du danger de la mer. Dans la première partie du mouvement (thème cyclique) l'orchestre se soulève et retombe comme les mouvements de la houle. La deuxième partie est une période de calme inquiétante avant le retour de la tempête. Pour le final les vagues déferlent, les navires tracent leurs routes, le flot des vagues se transforme en raz-de-marée.
Par sa facture, l'œuvre s'apparente fort à une symphonie, même si elle n'en a pas le titre.

## Effectif instrumental
| Instrumentation                                                                          |
| Cordes                                                                                   |
| premiers violons, seconds violons, altos, violoncelles, contrebasses, harpes             |
| Bois                                                                                     |
| 2 flûtes, 1 piccolo, 2 hautbois, 1 cor anglais, 2 clarinettes, 3 Bassons, 1 contrebasson |
| Cuivres                                                                                  |
| 4 cors, 3 trompettes, 2 cornets, 3 trombones, 1 tuba                                     |
| Percussions                                                                              |
| timbales, cymbales, 1 tam-tam, 1 triangle, 1 glockenspiel, 1 grosse caisse               |

L'œuvre est transcrite pour 3 pianos par le pianiste Carlo Maria Griguoli.

## Postérité non musicale
Le 9 août 1980, la Banque de France a créé un billet de 20 francs français, à l'effigie du compositeur. Il a été utilisé du 6 octobre 1981 au 1er janvier 2002, date de la mise en circulation de l'euro.  

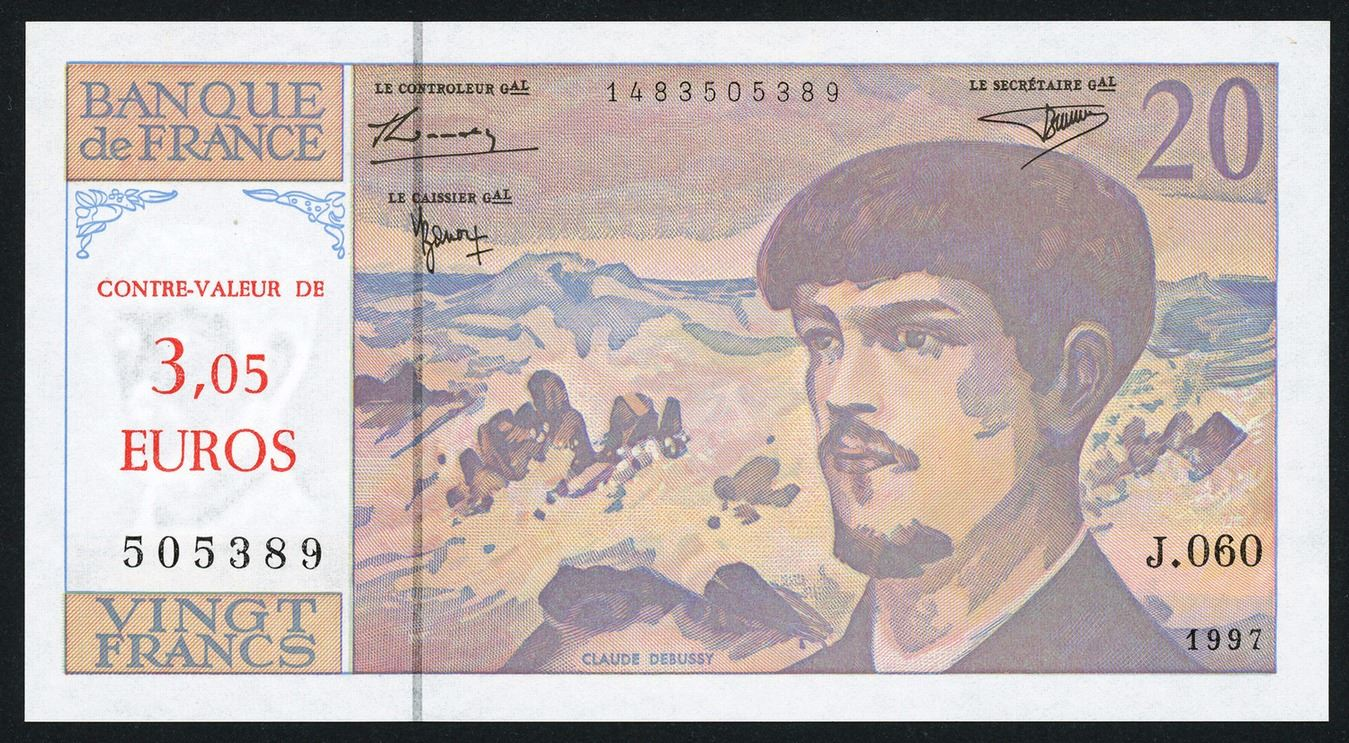
Le billet de banque 20 francs Debussy, recto. En arrière-plan, figure une mer houleuse, en référence à l'œuvre du compositeur.

## Discographie sélective
- Désiré-Émile Inghelbrecht et l'Orchestre du Théâtre des Champs-Elysées, 1954
- Manuel Rosenthal et l'Orchestre de l'Opéra national de Paris, 1970
- Arturo Toscanini et l'Orchestre symphonique de la NBC, 1950
- Paul Paray et l'Orchestre symphonique de Détroit, 1955
- Charles Munch et l'Orchestre symphonique de Boston, 1956
- Ernest Ansermet et l'Orchestre de la Suisse romande, 1957
- Igor Markevitch et l'Orchestre des Concerts Lamoureux, 1959
- Jean Martinon et l'Orchestre national de France, 1974
- Michael Tilson Thomas et l'Orchestre Philharmonia, 1983
- Vladimir Ashkenazy et l'Orchestre de Cleveland, 1986
- Charles Dutoit et l'Orchestre Symphonique de Montréal, 1989
- Pierre Boulez et l'Orchestre de Cleveland, 1993
- Claudio Abbado et l'Orchestre du Festival de Lucerne, 2003
- Michel Tabachnik et le Brussels Philharmonic, 2010
- Stéphane Denève et l'Orchestre National Royal d'Écosse, 2012
- François-Xavier Roth et Les Siècles, 2013